# Peer Briken
Peer Briken (* 1969 in Hoya) ist ein deutscher Sexualwissenschaftler. Er ist Direktor des Instituts für Sexualforschung und Forensische Psychiatrie am Universitätsklinikum Hamburg-Eppendorf.

## Beruflicher Werdegang
Briken hat Medizin in Hamburg studiert und 1998 zum Thema Sexuelle Tötungsdelikte promoviert. Nach einer Facharztausbildung in Psychiatrie und Psychotherapie sowie sexualmedizinischer und forensischer Weiterbildung habilitierte er sich an der Universität Hamburg im Jahr 2006 für das Fach „Psychiatrie und Psychotherapie“ mit einem klinisch sexualwissenschaftlichen Thema. Im Jahr 2010 wurde er Professor für Sexualforschung, Sexualmedizin und Forensische Psychiatrie und Direktor des gleichnamigen Instituts am Universitätsklinikum Hamburg-Eppendorf. Einen Ruf auf die Professur für Forensische Psychiatrie an der Charité im Jahr 2016 hat er abgelehnt. Forschungsschwerpunkte liegen im Bereich Diagnostik, Klassifikation und Therapie sexueller Störungen und sexuelle Gewalt. Er ist auch als Gerichtsgutachter tätig. Von 2010 bis September 2016 war er der 1. Vorsitzender der Deutschen Gesellschaft für Sexualforschung (DGfS) und von 2012 bis September 2016 Vizepräsident der International Association for the Treatment of Sexual Offenders (IATSO). Er ist Mitherausgeber der Zeitschrift für Sexualforschung, der Zeitschrift Persönlichkeitsstörungen: Theorie und Therapie sowie der Zeitschrift Forensische Psychiatrie, Psychologie, Kriminologie. Briken war Berater der WHO im Hinblick auf die Klassifizierung sexueller Störungen in der ICD- 11. In einem Gutachten im Auftrag der Bundesstiftung Magnus Hirschfeld im Kontext der Anforderungen für ein Verbot von sogenannten Konversionstherapien im Jahre 2019 hielt er gemeinsam mit Kollegen u. a. fest, dass Homosexualität keine Krankheit ist und daher keiner Behandlung bedarf. Es gäbe stattdessen Belege für die negativen Folgen solcher Behandlungen, weshalb sie aus medizinisch psychotherapeutischer Sicht keine Anwendung finden sollten.
Von Januar 2016 bis Mai 2022 war Briken neben Sabine Andresen (Vorsitzende), Christine Bergmann, Barbara Kavemann, Heiner Keupp und Brigitte Tilmann Mitglied der Unabhängigen Kommission zur Aufarbeitung sexuellen Kindesmissbrauchs.
Gemeinsam mit Arne Dekker leitete er die Studie Gesundheit und Sexualität in Deutschland (GeSiD), die erste bevölkerungsrepräsentative Studie zur sexuellen Gesundheit in Deutschland.

## Auszeichnungen
2020: Hamburger Preis Persönlichkeitsstörungen

## Publikationen
- mit W. Berner und A. Hill: Sexualstraftäter behandeln: mit Psychotherapie und Medikamenten. Deutscher Ärzteverlag, Köln 2007.
- mit W. Berner, A. Hill, C. Kraus und K. Lietz: DGPPN Leitlinien Störungen der Sexualpräferenz. Steinkopff, Darmstadt 2007.
- mit A. Hill und W. Berner: Lust-voller Schmerz. Psychosozial Verlag, Gießen 2008.
- mit A. Spehr, G. Romer und W. Berner: Sexuell grenzverletzende Kinder und Jugendliche. Pabst Science Publishers, Lengerich 2010.
- mit J. M. Müller, M. Rösler, P. Fromberger und K. Jordan: EFPPP Jahrbuch 2012 – Empirische Forschung in der Forensischen Psychiatrie, Psychologie und Psychotherapie. Medizinisch-Wissenschaftliche Verlagsgesellschaft, Berlin 2012.
- mit J. L. Müller, M. Rösler, M. Rettenberger, V. Klein und D. Yoon (Hrsg.): EFPPP Jahrbuch 2013 – Empirische Forschung in der Forensischen Psychiatrie, Psychologie und Psychotherapie. Medizinisch-Wissenschaftliche Verlagsgesellschaft, Berlin 2013.
- mit M. Berner: Praxisbuch Sexuelle Störungen. Thieme, Stuttgart 2013.
- mit K. Schweizer, F. Brunner, S. Cerwenka und T. O. Nieder (Hrsg.): Geschlecht und Sexualität. Psychosozial-Verlag, Gießen 2014.
- mit M. Rösler, J. L. Müller, P. Retz-Junginger, W. Retz und F. Philipp-Wiegmann (Hrsg.): EFPPP Jahrbuch 2014 – Empirische Forschung in der Forensischen Psychiatrie, Psychologie und Psychotherapie. Medizinisch-Wissenschaftliche Verlagsgesellschaft, Berlin 2014.
- mit B. Dulz, U. Rauchfleisch, O.F. Kernberg (Hrsg.): Handbuch Antisoziale Persönlichkeitsstörung Schattauer, Stuttgart 2016.
- Unabhängige Kommission zur Aufarbeitung sexuellen Kindesmissbrauchs (Hrsg.): Zwischenbericht Juni 2017, Berlin 2017.
- Peer Briken (Hrsg.): Perspektiven der Sexualforschung. mit Geleitworten von Martin Dannecker und Uwe Koch-Gromus (= Beiträge zur Sexualforschung. Band 108). Psychosozial-Verlag, Gießen 2019, ISBN 978-3-8379-2918-8.
- Mit N. Saimeh und J. Müller. Sexualstraftäter..MWV Medizinisch Wissenschaftliche Verlagsgesellschaft, 2021, ISBN 978-3-95466-359-0
- Mit R. Balon (Hrsg.): Compulsive Sexual Behavior Disorder. Understanding, Assessment, and Treatment. APA Publishing, 2021, ISBN 978-1-61537-219-5